# Трастовый сертификат
Трастовый сертификат — неэмиссионная именная ценная бумага, выпускаемая с целью привлечения денежных средств физических и юридических лиц для дальнейшего их инвестирования в различного рода инвестиционные активы. Трастовый сертификат служит свидетельством о приёме денежных средств вкладчика в доверительное управление и удостоверяет право вкладчика или его правопреемника на получение после установленного срока суммы вклада, а также дохода, полученного от инвестирования этого вклада.

## Порядок обращения
Трастовые сертификаты, вручаются лицу, заключившему с эмитентом трастового сертификата договор доверительного управления и внёсшим определенный вклад. Номинальная стоимость сертификата должна равняться сумме вклада её владельца.
Трастовый сертификат должен оформляться эмитентом и регистрироваться уполномоченным органом на основании договора о доверительном управлении, заключённого между эмитентом и вкладчиком. В договоре вкладчиком может быть указан конкретный вид или класс активов, в которые эмитент будет иметь право вкладывать полученные средства. Передача прав по трастовому сертификату другому лицу может осуществляться путём заключения сделки в простой письменной форме.

## Преимущества и возможности
1. В связи с тем, что трастовый сертификат — ценная бумага, его владельцы будут иметь возможность на реализацию в случае возникновения финансовых трудностей, что практически невозможно сделать при существующих отношениях доверительного управления, осуществляющихся путём заключения только договора о доверительном управлении.
2. Для владельцев трастовых сертификатов это будет более ликвидными вложениями, чем стандартный договор доверительного управления.

## Возникновение
Впервые теоретическое обоснование финансового инструмента «трастовый сертификат» на постсоветском пространстве представлено в виде специализированной публикации в Сборнике научных тезисов Кругловым К. В. в 2008 году.